# Schloss Niederrain

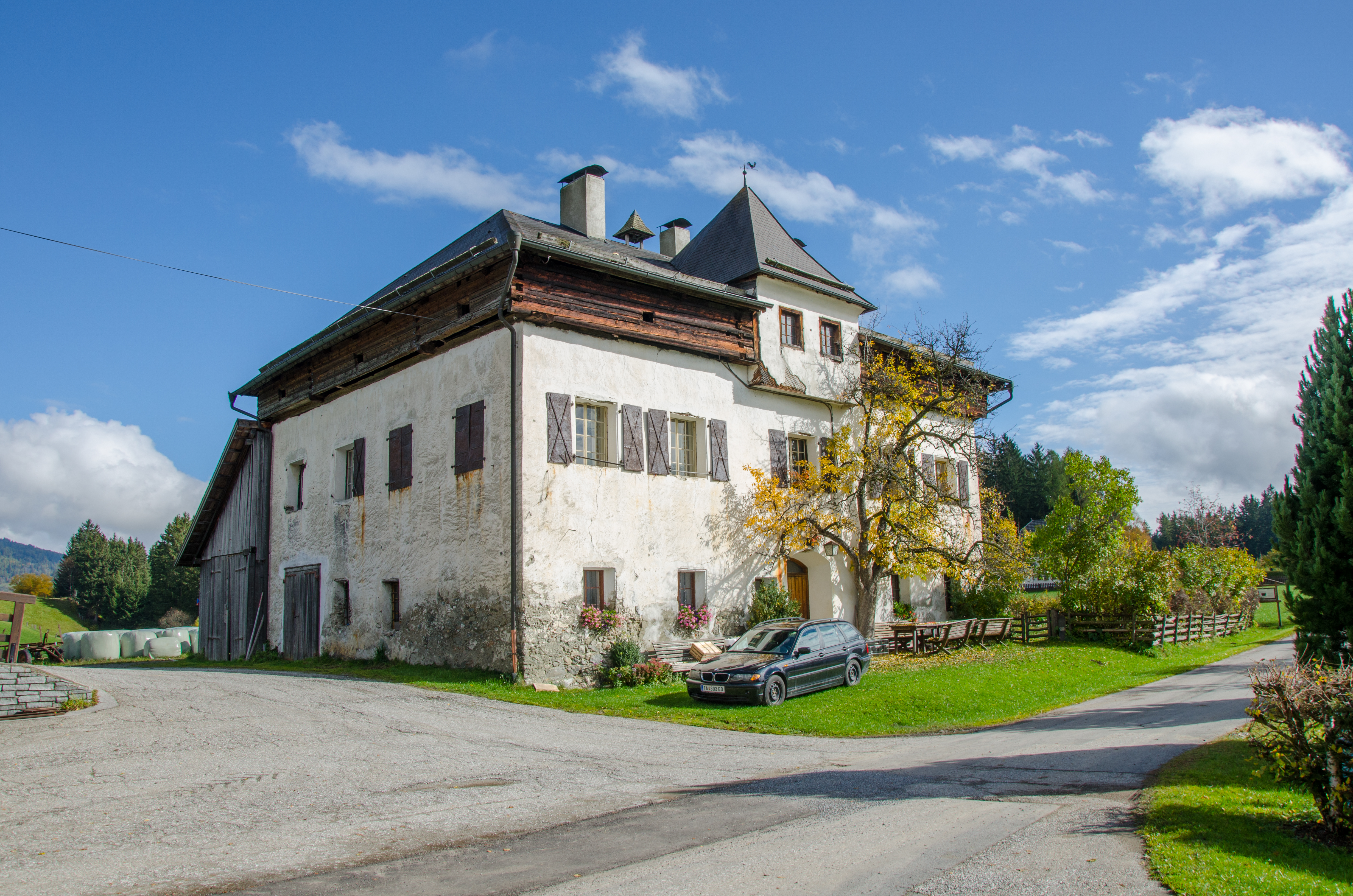
Schloss Niederrain

Schloss Niederrain befindet sich in der Gemeinde Mariapfarr im Bezirk Tamsweg im Bundesland Salzburg (Niederrain 38).

## Geschichte
Bereits zur Römerzeit dürfte an der Stelle des heutigen Ansitzes eine Pferdewechselstation und eine Taverne gestanden haben. Der Name Niederrain taucht im domkapitlischen Urbar (= Oblai) in Zusammenhang mit der Nennung des Lienhart Ehrenreich am Rain auf. Dieser hatte zwischen 1519 und 1531 mit seiner Frau Katharina verschiedene Besitzungen im Lungau. 1536 tauscht Kaspar Grimming (Gryming) seine freieigene Hube zu Steindorf gegen den Besitz Niederrain, ein Leibgedinge der Witwe Katharina und ihrer zwei Kinder. Durch den Tausch wurde Niederrain zu einem freien Eigen. Die Grimminger waren reiche Gewerke in Mauterndorf. Kaspar Grimming ließ hier einen Ansitz errichten. Seine Tochter Anna war mit dem domkapitlischen Pfleger zu Mauterndorf, Christoph Horner, verheiratet. Dieser dürfte den Ausbau von Niederrain weiter betrieben haben, denn sein Wappen befindet sich mit der Jahreszahl 1539 über dem Hauptportal. Nach seinem Tod 1562 fiel der Besitz wieder an die Familie Grimming. 1617 wurde sie von Kaiser Matthias in den Freiherrenstand erhoben und nannte sich fort an von Niederrain.
1682 ging der Besitz an Anna Katharina von Grimming über, die mit Ferdinand von Neuhaus († 1684) verheiratet war. Nach dem Tode der Anna Katharina († 1728) erbten die beiden Kinder aus dieser Ehe den Ansitz. Der Sohn starb kinderlos, und so kam der Besitz an seine Schwester Anna Susanna von Neuhaus, die mit dem Pfleger von Moosham, dem Freiherrn von Schlaffmann, verheiratet war. Die Tochter aus dieser Ehe verkauft den Ansitz 1771 an Abraham Joseph Seefeldner, Pfleger, Mautner und Kastner zu Mauterndorf. Dieser verkaufte ihn 1782 an Matthias Ehrenreich. Diese Familie hatte den Ansitz bis 1897 inne. Dann kam der Ansitz durch Übergabe an die Familie Lassacher, die bis heute Eigentümerin ist.

## Schloss Niederrain heute
Der Bau liegt auf einem Höhenrücken am Eingang zum Weißpriachtal. Es ist ein einfacher kubischer Bau aus dem 16. Jahrhundert (spätgotisch) mit annähernd rechteckigen Grundriss, zwei Geschoßen und fünf Fensterachsen. Der Dachstuhl hat einen Kniestock, der als Wehrgang ausgebildet ist. Im Dachgeschoß befindet sich in der Hauptachse ein türmchenartig vorspringendes Dachzimmer mit Pyramidendach. An der Südost-Ecke des Hauses sind Reste einer gemalten Sonnenuhr.
Von einem gewölbten Mittelflur erreicht man die Zimmer. Eine Treppe führt in das Obergeschoß.
Das Haus dient heute als Bauernhof.